# لوک نوریس (بازیکن فوتبال)
لوک نوریس (انگلیسی: Luke Norris؛ زادهٔ ۳ ژوئن ۱۹۹۳) بازیکن فوتبال اهل بریتانیا است.
از باشگاه‌هایی که در آن بازی کرده‌است می‌توان به باشگاه فوتبال بورم‌وود، باشگاه فوتبال نورث‌همپتون تاون، باشگاه فوتبال گیلینگام، باشگاه فوتبال برنتفورد، باشگاه فوتبال کولچستر یونایتد، باشگاه فوتبال هیتچین تاون، و باشگاه فوتبال داگنم و ردبریج اشاره کرد.